# Епархия Пейсли
 Епархия Пейсли  (лат. Dioecesis Pasletana) — епархия Римско-Католической Церкви с центром в городе Пейсли, Шотландии. Епархия Пейсли входит в митрополию Глазго. Кафедральным собором епархии является церковь святого Мирина в Пейсли.

## История
25 мая 1947 года Папы Римский Пий XII издал буллу «Maxime interest», которой учредил епархию Пейсли, выделив её из архиепархии Глазго.

## Ординарии
- епископ Джеймс Блэк (28.02.1948 — 29.03.1968);
- епископ Стивен Макгилл (25.07.1968 — 8.03.1988);
- епископ Джон Алоизиюс Моун (8.03.1988 — 7.10.2004);
- епископ Филипп Тарталья (13.09.2005 — 25.07.2012);
- епископ Джон Кинан (8.02.2014 — по настоящее время).

## Источник
- Annuario pontificio, Libreria Editrice Vaticana, Città del Vaticano, 2003, ISBN 88-209-7422-3
- Булла Maxime interest”, AAS 39 (1947), стр. 473  (лат.)